# اجالدین
اجالدین (به فرانسوی: Ajellidine) یک منطقهٔ مسکونی در مراکش است که در غرب شرارده بنی حسین واقع شده‌است.